# Vanni Fucci

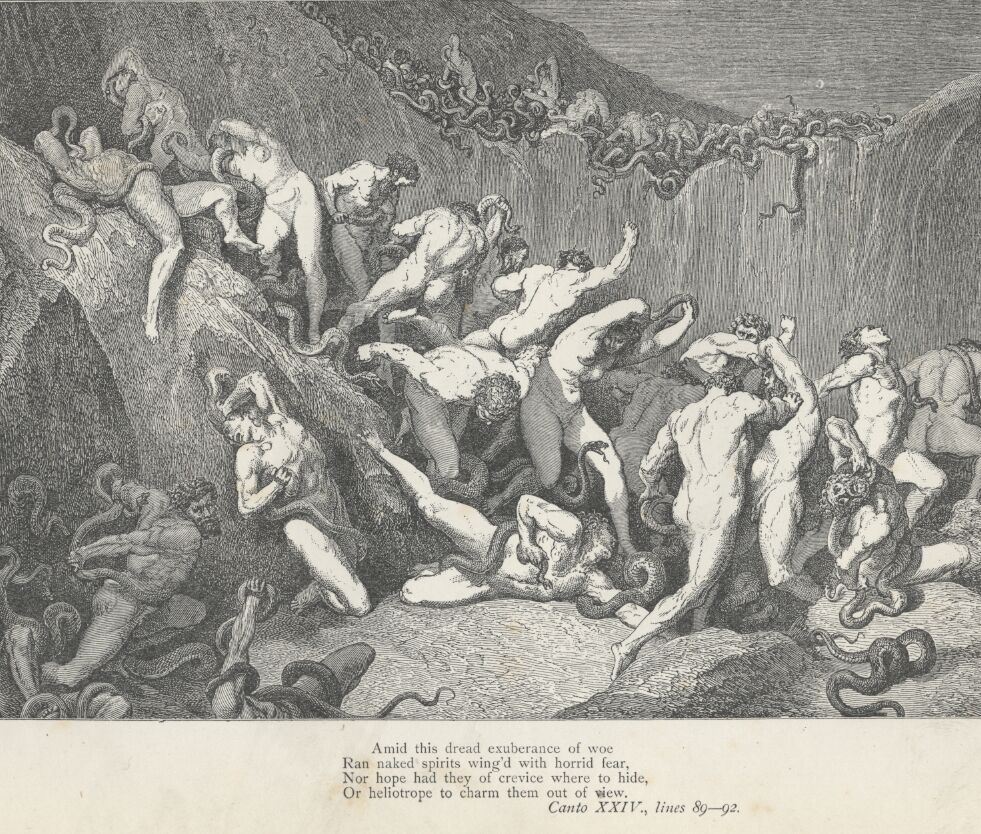
El fossat vuité, dels lladres o violents contra les coses de Déu. Cant vint-i-quatrè, il·lustrat per Gustave Doré

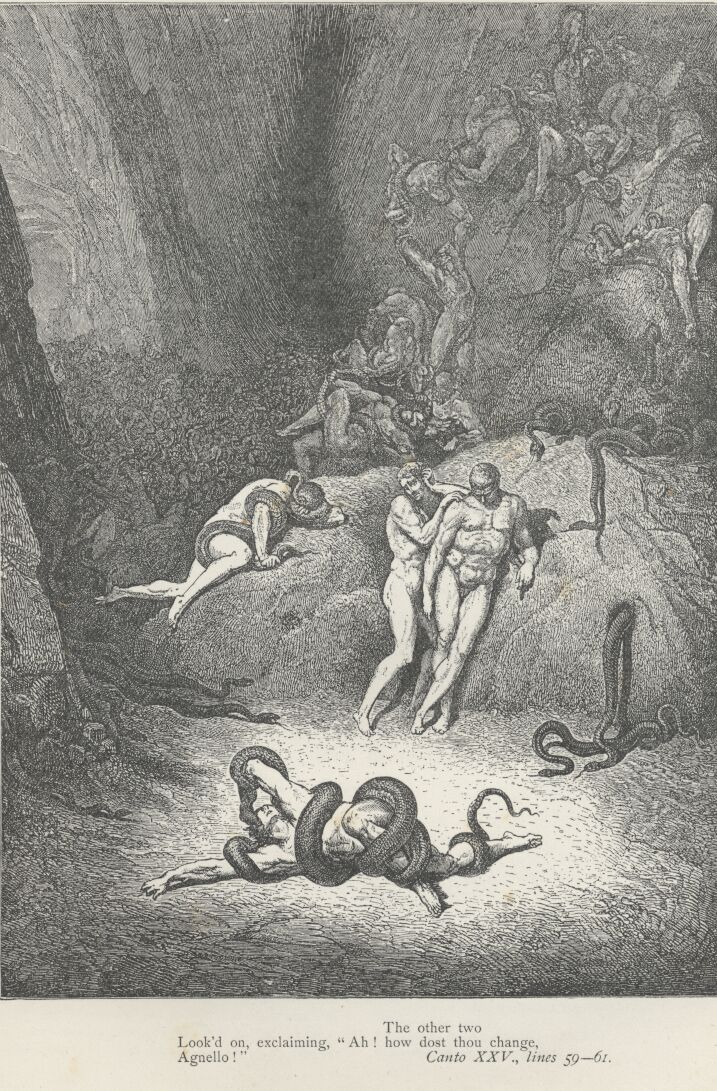
Vanni Fucci al fossat dels Lladres. Gustave Doré

Vanni Fucci anomenat "Bèstia" és una figura històrica del segle xiii, originari de Pistoia. La seva fama va lligada principalment al fet d'haver estat citat per Dante Alighieri en els cants XXIV i XXV de l'Infern de la Divina Comèdia.

## Personatge històric
Vanni Fucci. (Pistoia, ... - després de 1295, però abans de 1300)  Fill il·legítim de Fuccio (Guelfuccio) dels Lazzari, antiga i poderosa família de potentats de Pistoia, apareix en documents contemporanis i en les Storie pistoresi (en temps de Roma, Pistoia es deia Pistoria) com un dels protagonistes més feroços dels dramàtics esdeveniments de la seva ciutat durant les dues últimes dècades del segle xiii.
En 1281, 1286 i 1287 Vanni segons sembla, està implicat en fets de sang de natura privada. Però ben aviat el seu caràcter violent troba manera d'expressar-se en les lluites internes pistoieses entre Blancs i Negres. Partidari d'aquests darrers, Vanni és un dels sicaris que, enviats pels cancellers de la part Negra a matar a Focaccia dels Cancellers Blancs (recordat per Dante en Inf XXXII, v. 63), com que no van aconseguir trobar-lo es vengen assassinant, possiblement en el 1289, a Bertino Vergiolesi un parent seu.
L'expressió de Dante: "l'he vist" en Inf XXIV v.129 suggereix que va conèixer personalment al lladre de Pistoia. I sens dubte s'hauria de considerar una llegenda, la notícia, transmesa de fonts tardanes (s. XVI i XVII), que Dante hagués rebut de Vanni, a Mòdena o a Verona un "mastegot" i justament per venjar-se d'aquest greuge, l'hauria posat en el seu Infern. No obstant el 1289 Vanni va participar durant la guerra contra Pisa en la presa de la Rocca  (castell) de Caprona, entre les files dels florentins i probablement fou en aquella ocasió que Dante Alighieri tingué l'oportunitat de conèixer-lo, quedant-ne especialment impressionat en sentit negatiu per les inútils atrocitats de les quals Vanni Fucci es va fer protagonista.
En 1293, durant una nit de carnaval, Vanni Fucci va entrar a la catedral de Pistoia amb una banda de brètols i va saquejar la capella de Sant Jaume d'objectes preciosos: taules de plata, relíquies i mobles. Vanni, comès el crim, hauria amagat els objectes robats a la casa del notari Vanni della Monna. Sembla que al principi va ser acusat del robatori sacríleg el fill d'un amic seu, un tal Rampino Foresi (o Vergellesi), que ja havia estat condemnat a la forca, però Vanni mateix, en aquell moment segur a les muntanyes de Pistoia, hauria fet saber que el tresor robat es trobava a la casa del ja citat notari; el qual, culpable o innocent que fos (algun estudiós creu que és a ell i no a Rampino a qui es refereix l'al·lusió del v. 139 del Cant XXIV de l'Infern de Dante: "i n'acusaren falsament un altre"), hauria estat ajusticiat en lloc de Foresi.
Vanni Fucci protegit en el camp, es va dedicar al bandolerisme, aterroritzant la campanya pistoiesa des de la fortalesa de Montecatini Alto.
El febrer de 1295 va ser condemnat en absència pel municipi de Pistoia com a assassí i saquejador, però això no li va impedir tornar a la ciutat a l'agost per fer nous saquejos contra els güelfs blancs.
No està provat però, que aquesta sentència hagi estat executada; ni es coneix la data exacta de la mort de Vanni, encara que, aquesta, almenys amb el testimoni de Dante (vv. 122-123), i segons el passatge dantesc, devia succeir en el 1300, poc temps abans de l'any del viatge de Dante a l'Infern, però no se sap si per causes naturals o violentes. No s'exclou que fos violenta, fins i tot si l'expressió: "quan vaig ser privat de l'altra vida", no necessàriament reflecteix una mort violenta.
És cert, de tota manera, que Dante havia de tenir informació precisa sobre Vanni, i que, en particular, devia conèixer d'ell no només la qualitat de: "home de sang i de bregues" (Inf. XXIV v. 129) i lladre, sinó també l'activitat com a ferotge partidari dels Negres, com es dedueix del fet que posa en la seva boca la profecia relativa a la derrota dels Blancs per part de Moroello Malaspina en la guerra del 1301-1306.

## Personatge literari (Infern XXIV, vv. 97-151, XXV, vv. 1-18)
Molts crítics estan d'acord assenyalant a Vanni Fucci com el personatge més fosc i negatiu de tot l'infern de Dante.
Per determinar de manera més clara el caràcter del personatge, serà útil potser, tenir en compte principalment la definició donada explícitament pel mateix Dante (en Inf XXV 13-15): "per tots els foscos cercles de l'infern / no he vist cap altre esperit més superb / contra Déu, ni el caigut dels murs de Tebes". Un superb contra Déu, per tant, superior en maldat en aquest aspecte, al mateix Capaneu, en quant que sembla legítim afegir, que mentre l'"arrogància" de Capaneu es limita a no reconèixer-se vençut i castigat per Déu, la de Vanni en canvi arriba a l'ostentació impia de la pròpia qualitat de pecador, polèmicament reconeguda i proclamada com a tal.

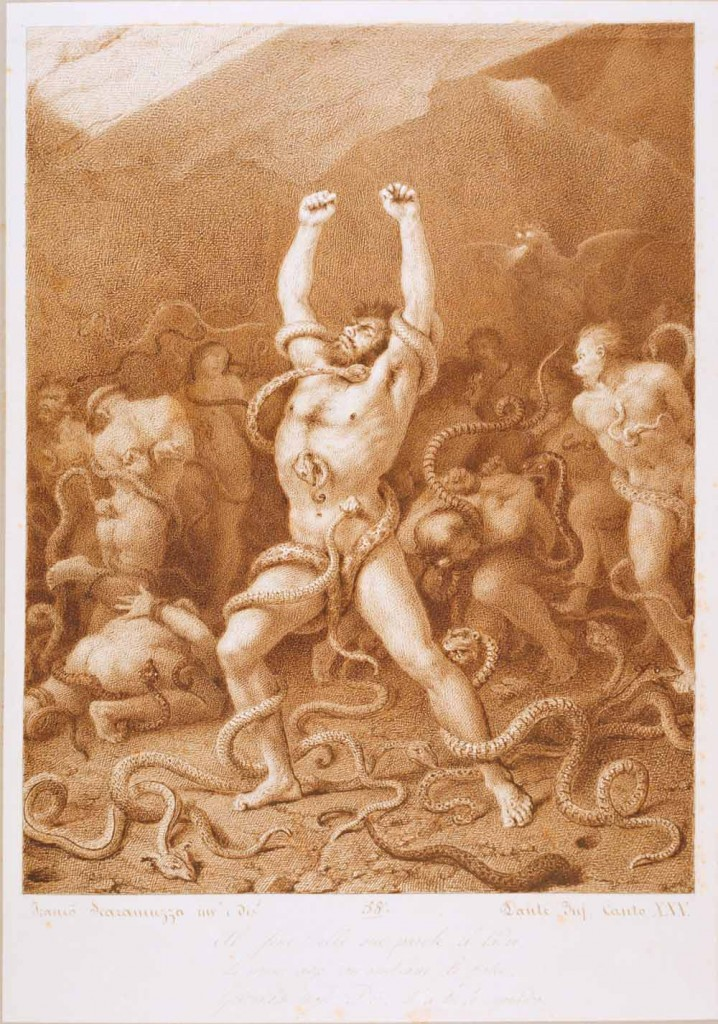
Vanni Fucci en la vuitena fossa de les Malebolge, vist per Francesco Scaramuzza

El poeta el troba a la fossa dels lladres, com un condemnat que cada cop que és mossegat per les serps del fossat s'incinera com una au fènix per recompondre's immediatament. La seva descripció és caracteritzada per un gran èmfasi dramàtic. Es presenta als dos poetes pel·legrins de la següent manera:
«"Vaig caure de Toscana
fa poc de temps, en aquest clot feroç.
Vaig preferir vida bestial, no humana,
com la mula que he estat: sóc Vanni Fucci
l'animal, i Pistoia era el meu cau"»
(Inf. XXIV, 122-126)
En aquestes poques paraules, es diu que ha mort  fa poc temps i comença, amb  complaença i sense rastre de penediment, a explicar la seva malvada vida, fent servir la paraula "bèstia" i les imatges relacionades amb ella cinc cops en tres versos (bestial, no humana, mula, animal (bestia), cau). Es creu que "Bestia" hagués pogut ser el seu sobrenom. Dante ja ha esmentat "la boja bestialitat" com un dels tres pilars del pecat, que en general ve indicada per la violència (Inf. Cant XI, vv.82-83).
Però Dante després d'escoltar, possiblement amb disgust, la seva història colla a Virgili: "Digues-li que no fuja; / pregunta quin crim l'ha llançat aquí"(Inf. Cant XXIV vv.127- 128), és a dir que no se'n vagi per les branques, perquè allò que ha dit no és el pecat que l'ha condemnat a aquesta fossa, molt més infamant que la dels violents.
A continuació el condemnat, amb un gran realisme psicològic, es gira directament cap a Dante, ignorant la presència de Virgili, i el mira fixament amb els ulls i l'ànima ("em va mirar amb l'ànima i la cara") i sobre el seu rostre es pinta la vergonya. Diu de fet, que ha estat colpejat en el punt que més li dol, el de què l'hagin vist en la present misèria, fet molt més dolorós que la mort mateixa, i superant una vergonya que neix només del pensament que l'antic adversari polític pugui gaudir d'haver-lo vist castigat d'una forma tan humiliant. En aquest punt Vanni ha de confessar, per la pregunta feta per un que està protegit per la Divina Providència, i el seu reconeixement és complet i degradant: "vaig ser el lladre" (la culpa és citada sense ambigüitats, en la manera més directa i inculpant, agreujat pel sacrilegi del robatori dels objectes d'art de la sagristia. En la seva desesperació rabiosa Vanni es devia penedir de la seva arrogant confessió prèvia, on s'havia presentat amb el nom complet.
L'enfrontament personal Vanni-Dante ve subratllat per la insistència del "tu" amb què el pistoiés s'adreça a Dante, sobre el fons de l'enfrontament inclús en l'àmbit polític, ja que els dos pertanyen a bàndols oposats (güelfs negres per Vanni, blancs per Dante), i després de la humiliació per la  infame confessió, Vanni desitja al seu torn ferir Dante, perquè aquest no pugui gaudir d'haver-lo vist, dient-li amb mesquina solemnitat: "obre l'orella al meu anunci, escolta". A continuació segueix la profecia no sense referències obscures i complexes, de la derrota dels güelfs blancs: "a fi que els Blancs siguen tots derrotats."; i el cant s'acaba amb la sentència famosa, venjant-se sobre Dante amb una despietada crueltat agressivament declarada ("T'ho dic perquè et servisca de turment!" v. 151).
En el cant següent Vanni Fucci augmenta la dosi sobreactuant: amb les dues mans girades cap al cel amb el gest de fer la figa diu: "Déu, pren-les, que són per tu!", a aquest grau extrem d'orgull, no n'hi ha prou, com en el cas de Capaneu, amb una esbroncada i recordatori per boca de Virgili, del càstig eternament relacionat amb el seu propi comportament de desafiament rabiós. Aquest cop succeeix, un càstig més específic i impressionant, que afegint-se a la pena anterior, en si mateixa singular i significativa, de la incineració, es realitza a través de la intervenció, primer, de les serps que lliguen al condemnat pel coll i les mans impedint-li de parlar i de gesticular més, i després de Cacus, en qui, com en Vanni es van unir la violenta bestialitat i el robatori fraudulent.
L'alta tensió moral que regeix la representació de Vanni es reflecteix també en el llenguatge, sempre ple d'energia i esquitxat d'expressions fins i tot trivials i dialectals (mul, bestia, tana, mucci, dimagra, fiche, togli, squadro; per: mula, animal, cau, fuja, perd, figues, pren-les, mostrar), però al mateix temps és un llenguatge ric, en els dos discursos del condemnat, d'imatges literàriament complexes i refinades (com les meteorològiques de la profecia, de sabor bíblic o properes a Sèneca) i d'artificis (de les rèpliques dels vv. 124-126 a l'al·literació del v. 151; Cant XXIV) característics de la més elevada tradició retòrica.